# Нијепор N.31
Нијепор N.31 (фр. Nieuport N.31) је једноседи француски ловачки авион. Авион је први пут полетео 1919. године. 

Највећа брзина у хоризонталном лету је износила 230 km/h. Размах крила је био 8,60 метара а дужина 6,60 метара. Маса празног авиона је износила 500 килограма а нормална полетна маса 780 килограма.

## Наоружање
| Наоружање авиона: Нијепор      |          |
| Ватрено (стрељачко) наоружање  |          |
| Топ                            |          |
| Митраљез                       |          |
| Број и ознака митраљеза        | 2 Викерс |
| Калибар                        | 7,7      |
| Бомбардерско наоружање (бомбе) |          |
| Ракетно наоружање (ракете)     |          |